# Pristimantis ashaninka
La rana cutín asháninka (Pristimantis ashaninka) es una especie de anfibios de la familia Bufonidae, que se encuentra en el Bosque de Protección Pui Pui en Perú.

## Descripción
Mide de 23 a 26 milímetros de largo, y se caracteriza por tener pequeños tubérculos cónicos en la piel, que le dan un aspecto espinoso, y por no tener membrana timpánica. El estado de conservación según la Unión Internacional para la Conservación de la Naturaleza (UICN) de Pristimantis ashaninka es "LC", la de menor preocupación, sin una amenaza inmediata para la supervivencia de la especie. Aún no hay información sobre su comportamiento y/o reproducción, pero se asume que los renacuajos tienen un desarrollo directo, ya que esta es una característica común del género.

## Taxonomía
La especie fue descrita en 2017 luego de análisis morfológicos y genéticos por los herpetólogos Edgar Lehr y Jiří Moravec el 12 de enero de 2017 en la revista científica ZooKeys. Debido a la similitud con otras especies y al análisis genético, fue posible identificar que la especie pertenecía al género Pristimantis. Posteriormente se realizaron pruebas para identificar la especie, como análisis morfológico, de ADN y comparativo con otras especies, y a partir de los datos obtenidos se pudo descubrir que se trataba de una nueva especie. Así que la especie fue nombrada Pristimantis ashaninka en honor al pueblo indígena asháninka, que vive en las regiones peruanas de Huánuco, Junín, Pasco y Ucayali.

## Distribución y conservación
Actualmente, la especie solo se encuentra en un solo lugar, al noreste del Bosque de Protección Pui Pui, a 18 kilómetros de la ciudad de Satipo, Perú. El sitio tiene un valle por el que pasa el Río Bravo, con altitudes entre 1700 y 1800 metros y alrededor de este hay laderas montañosas cubiertas por bosques primarios de quince a veinte metros de altura, donde abundan bromelias, helechos y musgos. La temperatura varía entre 6 y 15 °C, caracterizándose por un clima frío y húmedo.